# 4530 Smoluchowski
4530 Smoluchowski eller 1984 EP är en asteroid i huvudbältet som upptäcktes den 1 mars 1984 av den amerikanske astronomen Edward L.G. Bowell vid Anderson Mesa Station. Den är uppkallad efter Roman Smoluchowski.
Asteroiden har en diameter på ungefär 15 kilometer och den tillhör asteroidgruppen Hygiea.